# U-161
O U-161 foi um submarino da classe Tipo IXC pertencente à Kriegsmarine, a marinha de guerra da Alemanha nazista.

## Histórico
O 'Unterseeboot-161' foi lançado em 1 de Março de 1941, comissionado em 8 de Julho de 1941, e afundado em 27 de Setembro de 1943, na costa baiana (12° 30' S; 35° 35' W), por um avião anfíbio Catalina PBY, que decolara de Salvador em missão de patrulhamento, sob o comando do Tenente-aviador Harry B. Patterson. A artilharia antiaérea do submarino conseguiu atingir o avião e ferir dois tripulantes, mas o submarino acabou atingido por cargas de profundidade e desapareceu sob as águas do Atlântico para sempre. Morreram todos os 53 tripulantes do U-boot, comandado pelo Capitão-de-Corveta (póstumo) Albrecht Adolf Konrad Achilles.
No dia anterior ao seu afundamento, o U-161 pôs a pique o navio Itapagé, de nacionalidade brasileira, na costa alagoana. Neste mesmo dia, o Cisne Branco afundou próximo à praia da Canoa Quebrada, após bater noutra embarcação, e foi durante muito tempo incluído na lista dos barcos postos a pique pelo submarino. Aliás, por longos anos, espalhou-se pela população brasileira que o torpedeamento dos mercantes nacionais teria sido obra de submarinos americanos, com o objetivo de forçar a entrada do Brasil na guerra contra o Eixo.

## Ações do U-161
Ao todo, o U-161 afundou ou avariou seriamente cerca de 20 navios, totalizando mais de 100 000 toneladas. Além do Itapagé, outros dois navios, ambos britânicos, foram afundados por ele próximos da costa brasileira:
- O Ripley, torpedeado em 12 de Dezembro de 1942, quando navegava em alto mar, a mais de 300 milhas do litoral cearense (00º 35' S; 32º 17' W)
- O St. Usk, afundado em 20 de setembro de 1943, em alto mar, a mais de 300 milhas do litoral baiano (16º 30' S; 29º 28' W).

A lista das embarcações atacadas pelo U-161 inclui também os seguintes:
- British Council, britânico, avariado em 19 de Fevereiro de 1942;
- Mokihana, americano, avariado em 19 de Fevereiro de 1942;
- Circe Shell, britânico, afundado em 21 de Fevereiro de 1942;
- Lihue, americano, afundado em 23 de Fevereiro de 1942;
- Uniwaleco, canadense, afundado em 7 de Março de 1942;
- Lady Nelson, canadense, avariado em 10 de Março de 1942;
- Umtata, britânico, avariado em 10 de Março de 1942;
- Sarniadoc, canadense, afundado em 14 de Março de 1942;
- USS Acacia, americano, afundado em 15 de Março de 1942;
- Nueva Altagracia, dominicano, afundado em 16 de Junho de 1942;
- San Pablo, panamenho, avariado em 3 de Julho de 1942;
- Fairport, americano, afundado em 16 de Julho de 1942;
- HMS Phoebe, britânico, avariado em 23 de Outubro de 1942;
- Benalder, britânico, avariado em 8 de Novembro de 1942;
- West Humhaw, americano, afundado em 8 de Novembro de 1942;
- Tjileboet, holandês, afundado em 29 de Novembro de 1942;
- Angelus, canadense, afundado em 19 de Maio de 1943.